# Stora Ottervatten
Stora Ottervatten är en sjö i Stenungsunds kommun i Bohuslän och ingår i Göta älv-Bäveåns kustområde. Sjön är 9,3 meter djup, har en yta på 0,005 kvadratkilometer och befinner sig 120 meter över havet.